# Alte Bibliothek
Alte Bibliothek (pol. „Stara Biblioteka”; także: Königliche Bibliothek, pol. „Królewska Biblioteka”) – barokowy budynek, znajdujący się w Berlinie, w dzielnicy Mitte, przy placu Bebelplatz. Powstał w latach 1775–1780 jako pierwszy w mieście samoistny budynek biblioteczny w celu ulokowania Królewskich Zbiorów Książek. Po przeniesieniu biblioteki do nowej siedziby w 1914 roku gmach zaczął użytkować Uniwersytet Humboldtów. Obecnie mieści się w nim Wydział Nauk Prawnych tego uniwersytetu.

## Lokalizacja
Budynek jest położony między ulicami Behrenstraße i Unter den Linden, ponadto flankuje zachodnią stronę placu Bebelplatz. Do gmachu można się dostać komunikacją miejską, wysiadając na położonych w promieniu 200 m od niego dwóch przystankach autobusowych: Berlin, Staatsoper (obsługiwany przez linie 100, 200, N2 i TXL) i Berlin, Unter den Linden/Friedrichstraße (linie 100, 200, N2, TXL, 147 i N6) oraz tramwajowym Berlin, Universitätsstraße (linie 12 i M1).

## Historia
Budynek został zbudowany w stylu barokowym w latach 1775–1780 pod kierownictwem mistrza budowlanego Georga Friedricha Boumanna. Powstał według projektu architekta Georga Christiana Ungera, który na polecenie pruskiego króla Fryderyka II Wielkiego oparł swoją pracę o pochodzące z lat 1725–1726 niezrealizowane plany austriackiego architekta Josepha Emanuela Fischera von Erlacha dla Michaelertraktu, północnej fasady wiedeńskiego Hofburga, ostatecznie wybudowanej dopiero w 1890 roku. Po oddaniu do użytku gmach, będący pierwszym samoistnym budynkiem bibliotecznym w Berlinie, stał się siedzibą założonych w 1661 roku Królewskich Zbiorów Książek, które udostępniono wszystkim mieszkańcom Berlina. Dotychczas zbiory mieściły się w skrzydle aptecznym zamku berlińskiego i były dostępne tylko dla zarejestrowanych gości.

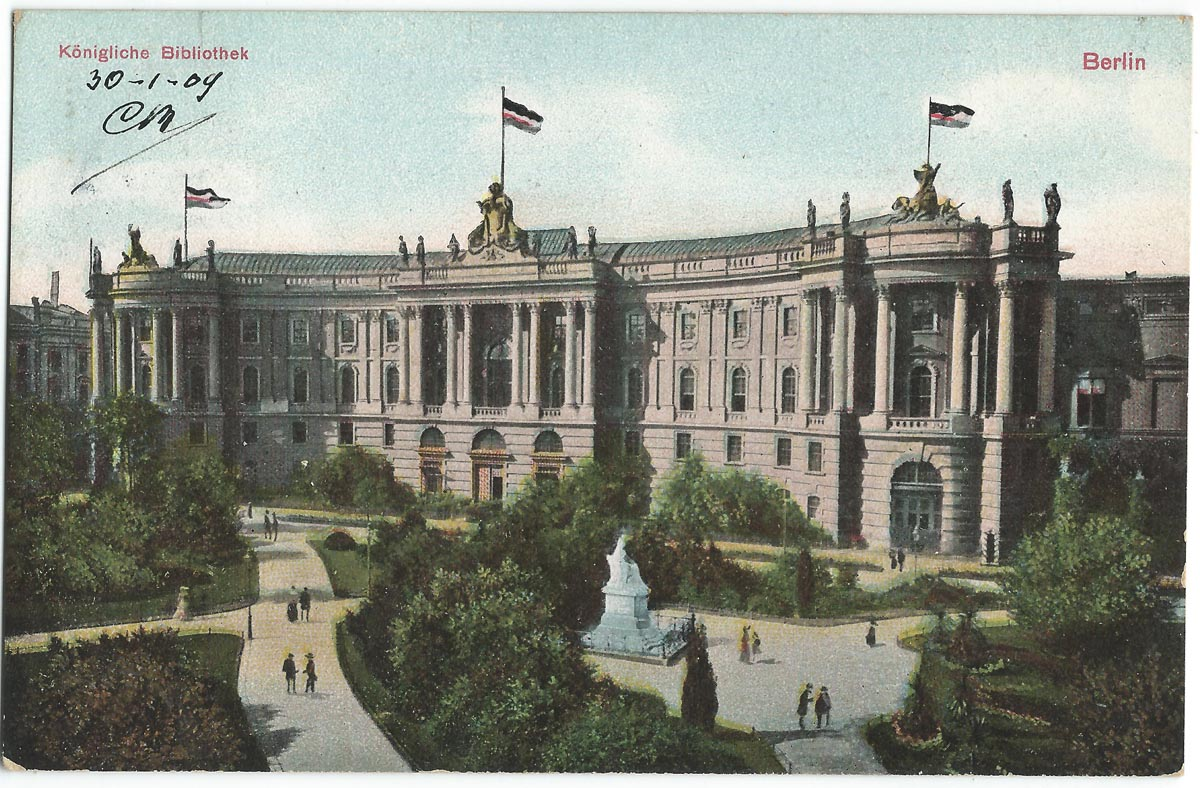
Alte Bibliothek w 1909 roku

Pomimo czterokondygnacyjnego podziału fasady budynek początkowo miał tylko dwie kondygnacje – biblioteka, której wyposażenie zaprojektował architekt Karl von Gontard mieściła się tylko na tej górnej, natomiast dolna do 1814 roku pełniła funkcję magazynu montażowego, a później ulokowany był tu skład dekoracji pobliskiej Opery. W 1840 roku przeprowadzono przebudowę gmachu, w wyniku której zyskał on cztery kondygnacje w całości przeznaczone do celów bibliotecznych. Kolejne lata to dla biblioteki rozwój w jedną z najważniejszych tego typu instytucji w krajach niemieckojęzycznych. Latem 1895 roku jej czytelnikiem był mieszkający wtedy w Berlinie Włodzimierz Lenin. W 1914 roku bibliotekę przeniesiono do nowo wybudowanego budynku przy Unter den Linden, a gmach przy Bebelplatz zaczął użytkować Uniwersytet Humboldtów.
Podczas II wojny światowej, w 1945 roku budynek doznał znacznych zniszczeń. Z tego względu rozważano jego rozbiórkę. Ostatecznie gmach został odbudowany w latach 1963–1969 pod kierownictwem Wernera Kötteritzscha, a jego wnętrza urządzono w oparciu o nowoczesną stylistykę i ulokowano w nich Wydział Nauk Prawnych Uniwersytetu Humboldtów, który mieści się w budynku do dziś.

## Architektura

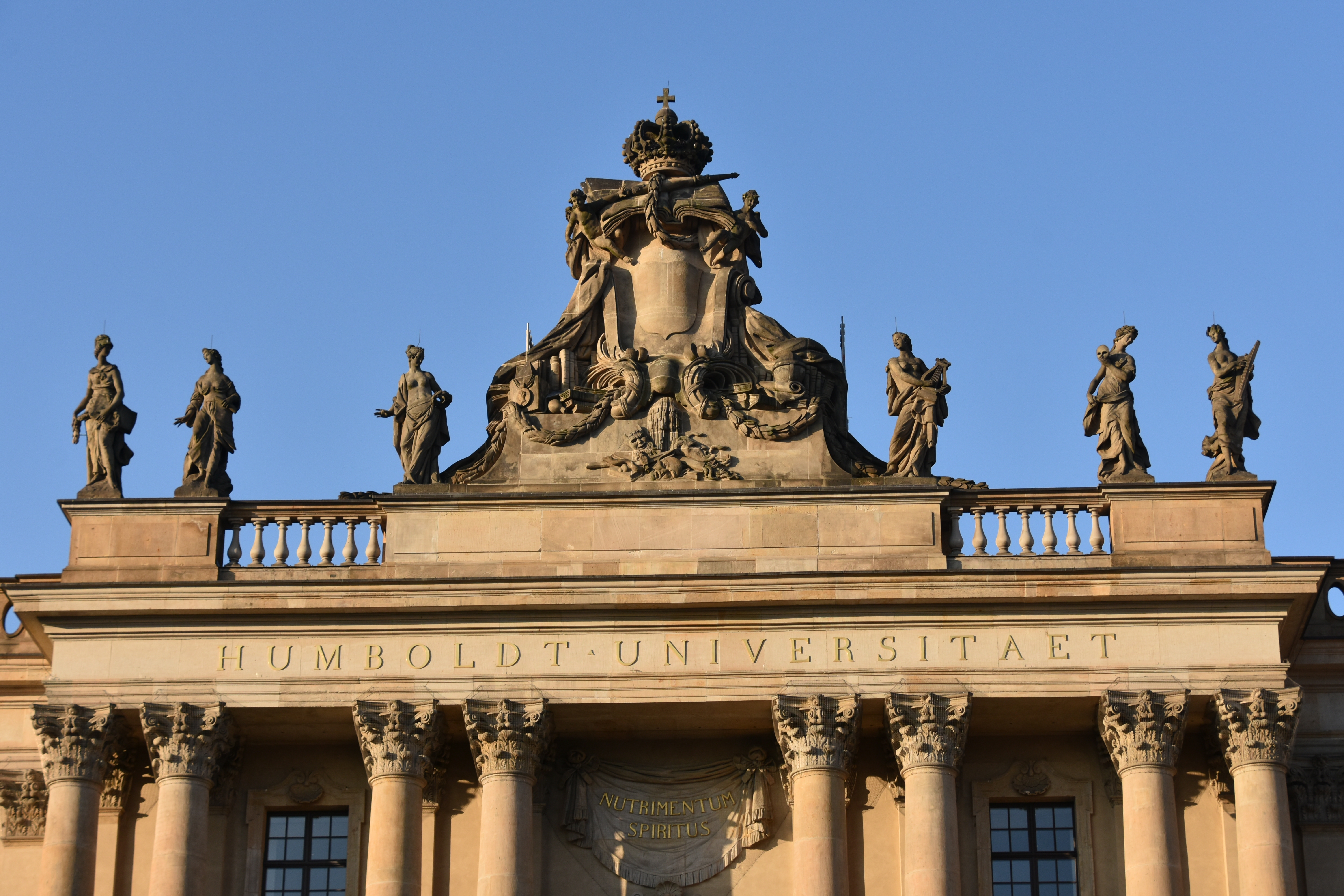
Górna część środkowego ryzalitu budynku

Cechą charakterystyczną budynku jest zakrzywiona fasada od strony Bebelplatz, przez co jest on nazywany „komodą”. Ma ona wysoki cokół oraz trzy ryzality ozdobione kolumnami w porządku korynckim. Jej attyka jest zwieńczona rzeźbami i dekoracjami stworzonymi przez Wilhelma Christiana Meyera, z kolei na szczycie środkowego ryzalitu jest umieszczony kartusz z atrybutami nauk, który flankują rzeźby muz.
Wnętrza gmachu zostały dostosowane do funkcji uniwersyteckich w latach 60. XX wieku i mają typowy dla tej epoki nowoczesny wystrój. Wśród nich wyróżnia się owalna, kręta klatka schodowa z wykonanymi z kutego żelaza rokokowymi balustradami, pochodzącymi ze zniszczonej kamienicy przy Brüderstraße 8, a także pomieszczenie o nazwie Leninsaal (pol. „Sala Lenina”), w którym znajduje się mający socjalistyczną symbolikę witraż autorstwa Franka Glasera przedstawiający Włodzimierza Lenina z ukazanymi w tle Karlem Marxem i Friedrichem Engelsem, wskazującego drogę robotnikom, intelektualistom i żołnierzom. Przy wejściu do tego pomieszczenia znajdowała się niegdyś tablica upamiętniająca pobyty Lenina w bibliotece pod koniec XIX wieku, lecz w 1990 roku została usunięta w tajemniczych okolicznościach.